# Geografia da Papua-Nova Guiné
A Papua-Nova Guiné é um estado da Oceania que ocupa a metade oriental da Nova Guiné e algumas ilhas próximas, como a Nova Bretanha, a Nova Irlanda ou o Arquipélago das Luisíadas. Tem uma área total de 462 840 km².
A geografia da Papua Nova Guiné descreve a metade oriental da ilha da Nova Guiné, as ilhas da Nova Irlanda, Nova Grã-Bretanha e Bougainville,  e as ilhas vizinhas menores. Juntos, estes compõem a nação de Papua Nova Guiné na Oceania tropical, localizada na borda ocidental do Oceano Pacífico.
A Papua-Nova Guiné é em grande parte montanhosa, e grande parte dela é coberta por floresta tropical. As Terras Altas da Nova Guiné percorrem toda a extensão da Nova Guiné, e as áreas mais altas recebem queda de neve, uma raridade nos trópicos. Na Papua-Nova Guiné, o Monte Wilhelm é o pico mais alto, com 4.509 m. Existem vários rios importantes, notadamente o rio Sepik, que tem 1.126 km de comprimento, que serpenteia através de planícies pantanosas até a costa norte, e o rio Fly a 1.050 km (0.652 milhas) em comprimento, que atravessa um dos maiores pântanos do mundo para a costa sul. As Terras Altas consistem em uma série de faixas menores que vão de oeste a leste, como os Montes Finisterre, que domina a Península de Huon ao norte da cidade de Lae. Com 462,840 km² é o terceiro maior país insular do mundo.
Papua Nova Guiné tem uma fronteira terrestre que divide a ilha da Nova Guiné. Através da fronteira 820 km está a província de Papua da Indonésia, que contém a maior parte da metade ocidental da ilha (Papua Ocidental foi dividida em 2003, e forma o restante). A fronteira de Papua-Nova Guiné com a Indonésia não é reta; a fronteira faz uma pequena curva para o oeste ao longo do rio Fly, na parte centro-sul da Nova Guiné, no extremo oeste da província ocidental de Papua-Nova Guiné. Há fronteiras marítimas com a Austrália ao sul e Ilhas Salomão ao sudeste.

## Fronteiras e pontos extremos
A Papua-Nova Guiné faz fronteira terrestre apenas com a Indonésia na ilha de Nova Guiné: essa fronteira tem 820 km de extensão. A sua costa tem um total de 5152 km.
Pontos extremos
- Ponto mais ao norte: Ilha Mussau (1°23' S)
- Ponto mais ao sul: Ilha Hemenahei (11°29' S)
- Ponto mais ao leste: Olava, Bougainville (155°57' E)
- Ponto mais ao oeste: Mabaduam (140°54' E)

A Papua-Nova Guiné possui 452 860 km² de área terrestre e 9980 km² de águas internas.

## Meio ambiente
Papua-Nova Guiné sofre de alguns perigos ambientais, como vulcões ativo situados ao longo do Círculo de fogo do Pacífico, frequentes e algumas vezes severos terremotos, deslizamentos de terra e tsunamis.
O país possui 71% de sua área coberta com florestas.

## Fauna e Flora
Papua-Nova Guiné faz parte da ecozona da Australásia que também inclui a Austrália, Nova Zelândia, Indonésia oriental, e várias ilha do Pacífico, inclusive as Ilhas Salomão e Vanuatu.
Geologicamente, a ilha de Nova Guiné é uma extensão do norte da Placa Indo-australiana, enquanto formando parte de um único continente Austrália-Nova Guiné (também chamada Sahul ou Meganésia). É conectado ao segmento australiano por uma estante continental rasa pelo estreito de Torres que em idades anteriores teve lain exposto como uma ponte de terra—particularmente durante idades de gelo quando níveis de mar eram mais baixo que no momento.
Por conseguinte, muitas espécies de pássaros e mamíferos achadas em Nova Guiné têm fim ligações genéticas com espécies correspondentes achadas na Austrália. Uma característica notável é em comum para o dois continentes a existência de várias espécies de mamíferos marsupiais, enquanto incluindo alguns cangurus que não são achados em outro lugar.  
Muitas das outras ilhas dentro de território da Papua-Nova Guiné, enquanto incluindo a Nova Bretanha, Nova Irlanda, Bougainville, as Ilhas de Almirantado, as Ilhas de Trobriand, e o Arquipélago de Lusíadas, nunca foi unido para Nova Guiné através de pontes de terra, e eles faltam muitos dos mamíferos de terra e pássaros que estão comum a Nova Guiné e Austrália.  
A Austrália e a Nova Guiné são porções do supercontinente antigo de Gondwana que começou a se partir em continentes menores na era Cretáceo 130–65 milhões de anos atrás. A Austrália finalmente se separou da Antártida aproximadamente há 45 milhões de anos. Todas as terras da Australásia albergam a flora de Antártica, da flora de Gondwana sulista, inclusive coníferas como Araucária. Estas famílias de planta ainda estão presentes no território da Papua-Nova Guiné.  
Como a placa Indo-australiana (que inclui terras de Índia, Austrália, e o Oceano Índico) acumula norte, colide com a placa de Eurásia, e a colisão das duas placas empurrou o Himalaia, as ilhas indonésias, e a Gama Central de Guiné Nova. A Gama Central é muito mais jovem e mais alta que as montanhas de Austrália, tão alto que alberga geleiras equatoriais raras. Nova Guiné faz parte dos trópicos (h)úmidos, e possui muita floresta tropical da Indomalaia esparramado pelos estreitos da Ásia, enquanto misturando junto com a antiga flora australiana e da Antártica.

## Clima
A Papua-Nova Guiné tem um clima tropical, com monção do norte (dezembro a março) e monção do sul (maio a outubro). Há pequena variação de temperatura sazonal. Papua se encontra localizada no hemisfério sul, a norte da Austrália, nos trópicos, daí a razão do seu clima tropical durante todo o ano, que incluem um período de fortes chuvas, que vão de Junho a Setembro, e temperaturas entre 25 e 30 graus em média durante todo o ano.
Em Papua Nova Guiné encontrará um clima quente da costa em torno de 25 graus, em média, por ano, enquanto no interior, na altitude, descem um pouco e encontrará mais humidade. Nos cumes da Papua poderá encontrar às vezes a temperaturas muito baixas, apesar de toda a ilha, a temperatura raramente fica abaixo de 19 graus Celsius.

## Outros dados
Recursos naturais
- Ouro
- Cobre
- Prata
- Gás natural
- Madeira
- Óleo
- Pesca